# NGC 5013
NGC 5013 ist eine 15,1 mag helle Spiralgalaxie vom Hubble-Typ Sbc im Sternbild Jungfrau auf der Ekliptik. Sie ist schätzungsweise 368 Millionen Lichtjahre von der Milchstraße entfernt und hat einen Durchmesser von etwa 85.000 Lichtjahren.

Im selben Himmelsareal befindet sich unter anderem die Galaxie NGC 5050.
Das Objekt wurde am 30. April 1864 von Albert Marth entdeckt.